# 蔡国桢
蔡国桢，字益卿，湖南湘潭人，清朝政治人物。
光绪二十四年（1898年）至光绪二十八年（1902年），擔任利川知县。